# 卞荣泰
卞榮泰（韓語：변영태，1892年12月15日—1969年3月10日) 雅号逸石（일석），本贯密陽（밀양），大韩民国诗人、英文学家、教育家、政治人物、外交官。在京城中央高等普通学校执教20多年，第三共和国时期作为在野党政治人士。诗人卞榮魯（변영로）的哥哥，法律家卞榮晩（변영만）的弟弟。光复后历任国务总理和外務部部長。

## 生平

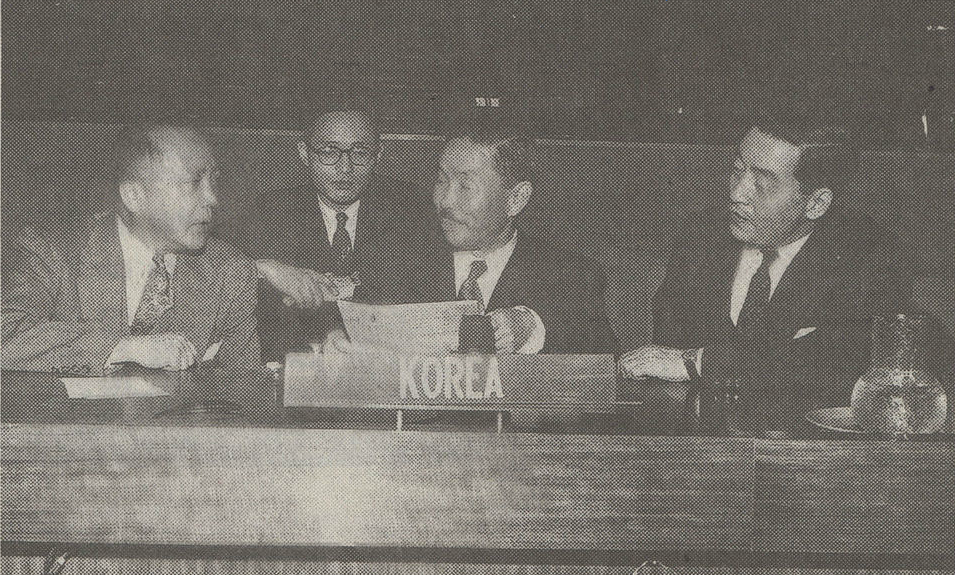
1954年，卞榮泰與韓豹頊、梁裕燦及林炳稷等人出席聯合國大會

1912年满洲新興学校毕业，1917年- 1945年在中央高等学校担任英语教师，1945年担任高丽大学教授。1951年被任命为外务部部長，参加在巴基斯坦召开的亚洲远东经济委员会会议。会议上，呼吁世界各国支持在韓戰之後陷入困境的韓國經濟。1952年至1954年作为韩国代表团团长参加了第7至9届联合国大会。1953年10月1日签订韩美相互防卫条约，1954年4月到7月，作为韩国代表团首席代表出席在日内瓦举行的日内瓦会议，并提出韩国的统一问题，1954年5月22日就韩国的统一问题发表提案。
第一共和国崩溃之后，作为在野黨进行政治活动。1963年3月22日卞榮泰与尹潽善、朴顺天等在野领导人反对延长军政并召集“民主救国宣言大会”，朴正熙军政府召开延长军政决议并封锁街头游行。
1962年，高麗大学校授与他名誉文学博士学位。著作有《外交录》、《论语》（논어）翻译。
| 前任： 林炳稷 | 第3任外务部部長 1951年4月16日- 1955年7月28日    | 繼任： 曹正焕              |
| 前任： 白斗镇 | 第5任韩国国务总理 1954年6月27日- 1954年11月28日 | 繼任： 白漢成 （臨時代理） |